# Gasstraße 9
Das Gebäude Gasstraße 9 ist eine denkmalgeschützte Villa in der bergischen Großstadt Solingen.  

## Lage
Die Villa befindet sich in einem kleinen Parkgrundstrück an der Gasstraße im Stadtteil Höhscheid, die eine Querstraße der Bundesstraße 229 ist. Gegenüber liegt das markante Ziegelgebäude Deltawerk, das heute einen Gewerbepark beherbergt, sowie die ehemaligen Betriebsgebäude der Stadtwerke Solingen, in denen heute u. a. das Stadtarchiv Solingen untergebracht ist.

## Geschichte und Architektur
Erbauen ließ die Villa der Schnapsbrennereibesitzer Carl Kölker, der dazu den Elberfelder Architekten Heinrich Plange beauftragte. Der Bauantrag wurde am 30. Mai 1895 gestellt,:109 die Villa schließlich 1897 errichtet.:108
Die Villa Kölker gehört zu den größeren Villen des Historismus im heutigen Solinger Stadtgebiet. Es handelt sich bei dem Gebäude um eine freistehende, zweigeschossige Villa in der Formensprache der Deutschen Renaissance. Der unverputzte Ziegelbau mit Walmdach verfügt über zwei Fassadenrisaliten, einer zur Straße, der andere an der Südseite hin, deren Giebelfelder üppig mit Zierfachwerk geschmückt sind. Ein Eckerker mit Turmkugel sowie zwei Standerker betonen den asymerisch versetzten Grundriss der Villa. Eine Stuckkartusche mit den Initialen CK am Turmerker deutet auf den Bauherrn hin.:108
Am 16. Oktober 1984 wurde das Gebäude unter der Nummer 89 in die Denkmalliste der Stadt Solingen eingetragen.